# Bol'šaja Čičatka
La Bol'šaja Čičatka (in russo Большая Чичатка?) è un fiume della Russia siberiana orientale, affluente di sinistra dell'Amazar (bacino idrografico dell'Amur). Scorre nel Territorio della Transbajkalia.
Il fiume ha origine dalla confluenza dei fiumi Čičatka e Džapidžak e scorre in direzione sud-occidentale; sfocia nell'Amazar a 148 km dalla foce, presso il villaggio di Amazar. Ha una lunghezza di 46 km (109 km se sommato al corso della Čičatka), il bacino è di 2 840 km².
Lungo il suo corso corre la ferrovia Trans-Bajkal (Забайкальская железная дорога).